# Diawandou Diagné
Diawandou Diagné (Thiès, 8 november 1994) is een Senegalees betaald voetballer die in de verdediging speelt. Hij speelt voor Delhi Dynamos FC. Diagne speelde eerder voor ASPIRE Senegal en FC Barcelona B.

## Carrière

### Jeugd
Hij werd opgeleid bij ASPIRE Senegal. Hij speelde er bij de U18 en was er kapitein.

### KAS Eupen
Nadat Aspire Academy de club KAS Eupen overnam kwam Diagné met andere voetballers uit Afrika bij KAS Eupen terecht. Eupen moest voor hen de springplank zijn naar een grotere club. Hij debuteerde bij Eupen in een bekerwedstrijd tegen KVV Coxyde. In de competitie speelde hij voor het eerst in een thuiswedstrijd tegen Dessel Sport. Het eerste seizoen was hij in 33 wedstrijden actief. In zijn tweede seizoen, waarin hij vaak kapitein was, speelde hij 36 wedstrijden en scoorde hij 1 goal.

### FC Barcelona
In juli 2014 werd Diagné gecontracteerd door FC Barcelona, waar hij in het tweede elftal in de Segunda División A ging spelen. Bekende ploeggenoten dat seizoen waren onder andere Sergi Samper en Adama Traoré. Na degradatie van dit team keerde hij terug naar KAS Eupen.

### KAS Eupen
Diagne keerde na één seizoen bij Barcelona B op huurbasis terug naar Eupen. In het eerste seizoen van zijn tweede passage in het Kehrwegstadion eindigde hij met Eupen tweede in Tweede klasse, wat door de licentieproblemen van White Star Brussel genoeg was voor een ticket naar de Jupiler Pro League. In zijn eerste seizoen in Eerste klasse miste hij slechts twee competitiewedstrijden. Na afloop van dat seizoen nam Eupen hem weer definitief over van Barcelona.

## Statistieken
| Seizoen         | Club             | Competitie          | Competitie | Competitie | Play-offs | Play-offs | Beker | Beker | Europa | Europa | Totaal | Totaal |
| Seizoen         | Club             | Competitie          | Wed.       | Dlp.       | Wed.      | Dlp.      | Wed.  | Dlp.  | Wed.   | Dlp.   | Wed.   | Dlp.   |
| --------------- | ---------------- | ------------------- | ---------- | ---------- | --------- | --------- | ----- | ----- | ------ | ------ | ------ | ------ |
| 2012-2013       | KAS Eupen        | Tweede Klasse       | 32         | 0          | 0         | 0         | 1     | 0     | 0      | 0      | 33     | 0      |
| 2013-2014       | KAS Eupen        | Tweede Klasse       | 28         | 0          | 6         | 1         | 2     | 0     | 0      | 0      | 36     | 1      |
| 2014-2015       | FC Barcelona B   | Segunda División A  | 28         | 0          | 0         | 0         | 0     | 0     | 0      | 0      | 28     | 0      |
| 2015-2016       | → KAS Eupen      | Tweede Klasse       | 16         | 1          | 0         | 0         | 2     | 0     | 0      | 0      | 18     | 1      |
| 2016-2017       | → KAS Eupen      | Jupiler Pro League  | 28         | 0          | 10        | 0         | 5     | 0     | 0      | 0      | 43     | 0      |
| 2017-2018       | KAS Eupen        | Jupiler Pro League  | 18         | 1          | 8         | 0         | 0     | 0     | 0      | 0      | 26     | 1      |
| 2018-2019       | KAS Eupen        | Jupiler Pro League  | 1          | 0          | 1         | 0         | 3     | 0     | 0      | 0      | 5      | 0      |
| 2019-2020       | Delhi Dynamos FC | Indian Super League | 0          | 0          | 0         | 0         | 0     | 0     | 0      | 0      | 0      | 0      |
| Carrière totaal | Carrière totaal  | Carrière totaal     | 151        | 2          | 25        | 1         | 13    | 0     | 0      | 0      | 189    | 3      |

## Internationaal

### Jeugdelftallen
Hij speelde al voor Senegal U17 en Senegal U20.
| Nationale ploeg | wedstrijden | Goals |
| --------------- | ----------- | ----- |
| Senegal U17     | 6           | 0     |
| Senegal U20     | 3           | 0     |
| Totaal          | 9           | 0     |

### Nationale ploeg
Op 31 mei 2014 maakte Diagné zijn debuut in het eerste elftal van de nationale ploeg van Senegal in een wedstrijd tegen Colombia, hij speelde de volle 90 minuten. De wedstrijd eindigde op 2-2.

## Trivia
- Diagné was de eerste speler die de overstap maakte van de Aspire Academy naar KAS Eupen.

1 Van Hout ·
2 Singh ·
3 Houben ·
4 Raymaekers · 
5 Ali ·
6 Mulder ·
7 Skoubo ·
8 Khan ·
9 Junker ·
10 Del Piero ·
11 Fernandes ·
13 Eliáš ·
14 Dinis ·
15 Herrero Arias ·
16 Marmentini ·
17 M.Singh ·
18 Lugun ·
19 Lalthlamuana · 
20 Chakraborty ·
21 J.Singh ·
22 N.Singh ·
23 Dias ·
24 Čech ·
26 Ghosh ·
28 Malsawmtluanga ·
34 Bhargav ·
Coach: Veldhoven
· Assistent-coach: Chauhan 
· Assistent-coach: Luijpers